# Marie-Nicolas-Antoine Daveluy
Marie-Nicolas-Antoine Daveluy (16 de março de 1818 – 30 de março de 1866) foi um missionário e santo francês. Sua festa é 30 de março e ele também é venerado junto com o resto dos 103 mártires coreanos em 20 de setembro.

## Biografia

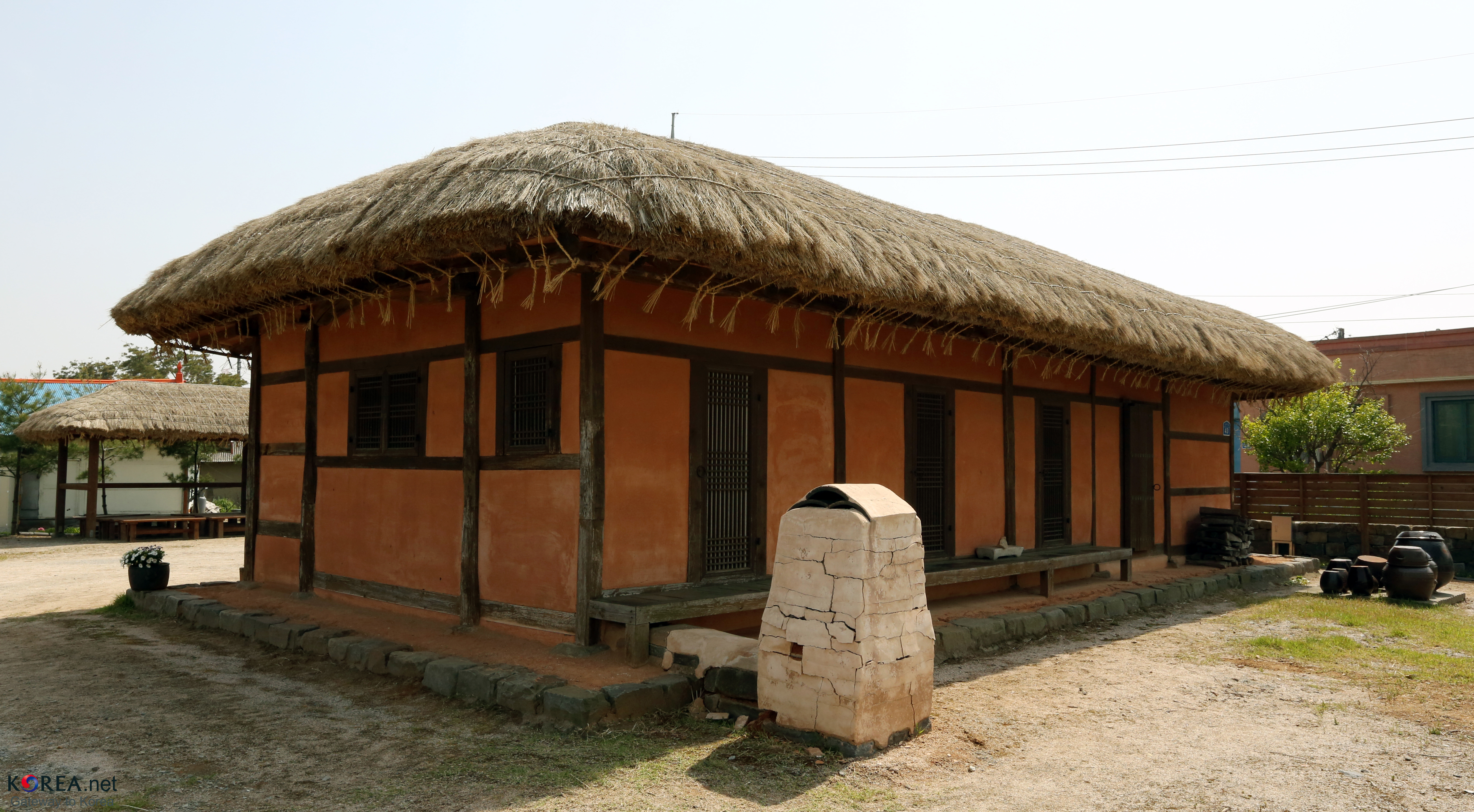
Residência do Bispo Antoine Daveluy entre 1845 e 1866 na aldeia Sin-ri (zona rural de Dangjin).

Antoine Daveluy nasceu em 16 de março de 1818 em Amiens, França. Seu pai era proprietário de uma fábrica, vereador e oficial do governo. Os membros de sua família eram católicos devotos e dois de seus irmãos tornaram-se padres. Entrou no Seminário St. Sulpice em Issy-les-Moulineaux em outubro de 1834 e foi ordenado sacerdote em 18 de dezembro de 1841.
Sua primeira missão foi como padre assistente em Roye. Apesar da saúde debilitada, ele ingressou na Sociedade de Missões Estrangeiras de Paris em 4 de outubro de 1843. Ele partiu para o Leste Asiático em 6 de fevereiro de 1844, com a intenção de servir como missionário nas Ilhas Ryukyu, no Japão. Chegou a Macau, onde foi persuadido pelo recém-nomeado vigário apostólico da Coreia, Jean-Joseph-Jean-Baptiste Ferréol, a acompanhá-lo até lá. Os dois foram acompanhados por Andrew Kim Tae-gŏn, um seminarista coreano que havia estudado para o sacerdócio em Macau. Eles viajaram pela primeira vez para Xangai, onde o Bispo Ferréol ordenou o Padre Kim em 17 de agosto de 1845. Os três padres então fizeram uma travessia tempestuosa por mar para a Coreia, chegando à província de Chungcheong em outubro.
Padre Daveluy começou a trabalhar como missionário na Coreia, tornando-se fluente no idioma. Ele escreveu um dicionário coreano-francês e outros livros sobre a Igreja Católica e sua história em coreano. Em 13 de novembro de 1855, o Papa Pio IX o nomeou bispo titular de Akka e coadjutor do bispo Siméon-François Berneux, que havia sido nomeado vigário apostólico em 1854 após a morte do bispo Ferréol em 1853. Ele foi consagrado pelo Bispo Berneux em 25 de março de 1857.
Depois que o bispo Berneux foi executado durante uma campanha do governo coreano contra os cristãos, o bispo Daveluy tornou-se vigário apostólico em 8 de março de 1866. Ele foi imediatamente preso em 11 de março. Preso e torturado, ele defendeu firmemente sua fé católica. Condenado à morte, ele pediu para ser executado na Sexta-feira Santa, 30 de março. Ele foi decapitado em uma base naval coreana em Galmaemot (갈매 못) perto da atual Boryeong junto com dois padres franceses, Pierre Aumaître e Martin-Luc Huin, e dois catequistas leigos, Lucas Hwang Sŏk-tu (assistente pessoal do bispo Daveluy) e Joseph Chang Chu-gi.
Todos os cinco foram canonizados em 6 de maio de 1984, juntamente com o Padre Kim, o Bispo Berneux e outros 96 mártires coreanos.

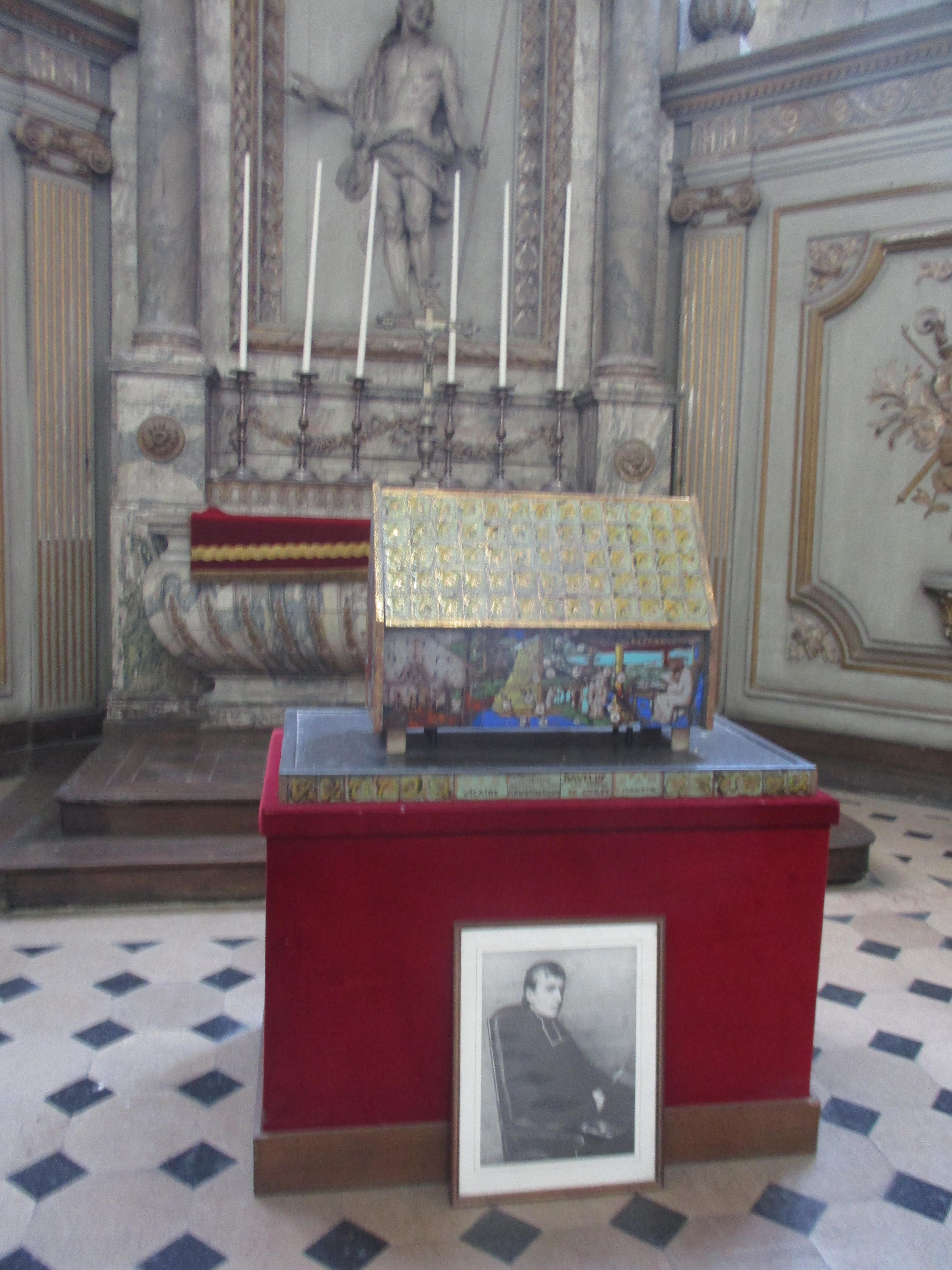
Relicário de Santo Antônio Daveluy na Catedral de Amiens.

## 30em
1. ↑  «Roman Martyrology» (em italiano). The Vatican
2. ↑  Ritzler and Sefrin (1978), p. 71.
3. ↑  Ritzler and Sefrin (1968), p. 132.
4. ↑  Ritzler and Sefrin (1968), p. 108.